# Charlotte Fresenius Hochschule
Die im Jahr 2021 gegründete Charlotte Fresenius Hochschule ist Teil der Bildungsfamilie der zur Carl Remigius Fresenius Education gehörigen Hochschule Fresenius. Sie ist staatlich anerkannt, bundesweit – nach der Alice Salomon Hochschule in Berlin – die zweite Hochschule, die den Namen einer Frau trägt. Der Studiengang Psychologie (B.Sc.) ist staatlich anerkannt bzw. akkreditiert und ist erstmals zum Sommersemester 2022 am Standort Wiesbaden gestartet. Die University of Psychology hat mittlerweile drei Standorte in München, Hamburg und in Wiesbaden – weitere sollen folgen. Zusätzlich zum Bachelorstudium ist ab dem Wintersemester 2023/24 ein Master-Studiengang Klinische Psychologie und Psychotherapie zunächst in Wiesbaden geplant. Beide Studiengänge sind zulassungsfrei. Zusätzlich besteht die Möglichkeit, einen Master-Abschluss nach altem Psychotherapeutengesetz (PsychThG) an der Charlotte Fresenius Hochschule zu absolvieren, sofern ein entsprechendes Bachelorstudium Psychologie (B.Sc.) bereits vor dem 1. September 2020 begonnen bzw. abgeschlossen wurde. Das universitäre Masterstudium an der Charlotte Fresenius Hochschule schafft die Voraussetzungen für das Staatsexamen sowie für die Approbation zum psychologischen Psychotherapeut gemäß § 27 Abs. 2 Psychotherapeutengesetz.